# Ministri degli affari esteri del Regno di Danimarca
I ministri degli affari esteri del Regno di Danimarca dal 1848 ad oggi sono i seguenti.

## Lista
| Ministro            | Ministro          | Ministro                                        | Partito                                                      | Governo                       | Mandato           | Mandato           |
| Ministro            | Ministro          | Ministro                                        | Partito                                                      | Governo                       | Inizio            | Fine              |
| ------------------- | ----------------- | ----------------------------------------------- | ------------------------------------------------------------ | ----------------------------- | ----------------- | ----------------- |
| Affari esteri       |                   |                                                 |                                                              |                               |                   |                   |
|                     |                   | Frederik Marcus Knuth (1813-1856)               | Indipendente                                                 | Moltke I                      | 22 marzo 1848     | 16 novembre 1848  |
|                     |                   | Adam Wilhelm Moltke (1785-1864)                 | Indipendente                                                 | Moltke II                     | 16 novembre 1848  | 6 agosto 1850     |
|                     |                   | Holger Christian Reedtz (1800-1857)             | Indipendente                                                 | Moltke II                     | 6 agosto 1850     | 13 luglio 1851    |
| Moltke III          | 13 luglio 1851    | Holger Christian Reedtz (1800-1857)             | Indipendente                                                 | 18 ottobre 1851               |                   |                   |
|                     |                   | Christian Albrecht Bluhme (1794-1866)           | Indipendente                                                 | Moltke IV                     | 18 ottobre 1851   | 27 gennaio 1852   |
| Bluhme I            | 27 gennaio 1852   | Christian Albrecht Bluhme (1794-1866)           | Indipendente                                                 | 21 aprile 1853                |                   |                   |
| Ørsted              | 21 aprile 1853    | Christian Albrecht Bluhme (1794-1866)           | Indipendente                                                 | 12 dicembre 1854              |                   |                   |
|                     |                   | Wulff Scheel-Plessen (1809-1876)                | Indipendente                                                 | Bang                          | 12 dicembre 1854  | 15 gennaio 1855   |
|                     |                   | Ludvig Nicolaus von Scheele (1796-1874)         | Indipendente                                                 | Bang                          | 15 gennaio 1855   | 18 ottobre 1856   |
| Andræ               | 18 ottobre 1856   | Ludvig Nicolaus von Scheele (1796-1874)         | Indipendente                                                 | 17 aprile 1857                |                   |                   |
| Andræ               |                   |                                                 | Ove Wilhelm Michelsen (1800-1880)                            | Indipendente                  | 17 aprile 1857    | 13 maggio 1857    |
| Hall I              | 13 maggio 1857    | 10 luglio 1858                                  | Ove Wilhelm Michelsen (1800-1880)                            | Indipendente                  |                   |                   |
| Hall I              |                   |                                                 | Carl Christian Hall (1812-1888)                              | Partito Liberale Nazionale    | 10 luglio 1858    | 2 dicembre 1859   |
|                     |                   | Carl Frederik Blixen-Finecke (1822-1873)        | Indipendente                                                 | Rotwitt                       | 2 dicembre 1859   | 24 febbraio 1860  |
|                     |                   | Carl Christian Hall (1812-1888)                 | Partito Liberale Nazionale                                   | Hall II                       | 24 febbraio 1860  | 31 dicembre 1863  |
|                     |                   | Ditlev Gothard Monrad (1811-1887)               | Partito Liberale Nazionale                                   | Monrad                        | 31 dicembre 1863  | 8 gennaio 1864    |
|                     |                   | George Quaade (1813-1889)                       | Indipendente                                                 | Monrad                        | 8 gennaio 1864    | 11 luglio 1864    |
|                     |                   | Christian Albrecht Bluhme (1794-1866)           | Indipendente                                                 | Bluhme II                     | 11 luglio 1864    | 6 novembre 1865   |
|                     |                   | Christian Emil Krag-Juel-Vind-Frijs (1817-1896) | Proprietari terrieri nazionali                               | Frijs                         | 6 novembre 1865   | 28 maggio 1870    |
|                     |                   | Otto Rosenørn-Lehn (1821-1892)                  | Proprietari terrieri nazionali                               | Holstein-Holsteinborg         | 28 maggio 1870    | 14 luglio 1874    |
| Fonnesbech          | 14 luglio 1874    | Otto Rosenørn-Lehn (1821-1892)                  | Proprietari terrieri nazionali                               | 11 giugno 1875                |                   |                   |
|                     |                   | Frederik Moltke (1825-1875)                     | Proprietari terrieri nazionali                               | Estrup                        | 11 giugno 1875    | 1º ottobre 1875   |
|                     |                   | Otto Rosenørn-Lehn (1821-1892)                  | Proprietari terrieri nazionali (1875-1880) Højre (1880-1892) | Estrup                        | 10 novembre 1875  | 21 maggio 1892    |
|                     |                   | Tage Reedtz-Thott (1839-1923)                   | Højre                                                        | Estrup                        | 3 giugno 1892     | 7 agosto 1894     |
| Reedtz-Thott        | 7 agosto 1894     | Tage Reedtz-Thott (1839-1923)                   | Højre                                                        | 23 maggio 1897                |                   |                   |
|                     |                   | Niels Frederik Ravn (1826-1910)                 | Højre                                                        | Hørring                       | 23 maggio 1897    | 27 aprile 1900    |
|                     |                   | Hannibal Sehested (1842-1924)                   | Højre                                                        | Sehested                      | 27 aprile 1900    | 24 luglio 1901    |
|                     |                   | Johan Henrik Deuntzer (1845-1918)               | Partito della Sinistra Riformista                            | Deuntzer                      | 24 luglio 1901    | 14 gennaio 1905   |
|                     |                   | Frederik Raben-Levetzau (1850-1933)             | Partito della Sinistra Riformista                            | Christensen I                 | 14 gennaio 1905   | 24 luglio 1908    |
| Christensen II      | 24 luglio 1908    | Frederik Raben-Levetzau (1850-1933)             | Partito della Sinistra Riformista                            | 12 ottobre 1908               |                   |                   |
|                     |                   | William Ahlefeldt-Laurvig (1860-1923)           | Partito della Sinistra Riformista                            | Neergaard I                   | 12 ottobre 1908   | 16 agosto 1909    |
| Holstein-Ledreborg  | 16 agosto 1909    | William Ahlefeldt-Laurvig (1860-1923)           | Partito della Sinistra Riformista                            | 28 ottobre 1909               |                   |                   |
|                     |                   | Erik Scavenius (1877-1962)                      | Partito Social-Liberale Danese                               | Zahle I                       | 28 ottobre 1909   | 5 luglio 1910     |
|                     |                   | William Ahlefeldt-Laurvig (1860-1923)           | Partito della Sinistra Riformista                            | Berntsen                      | 5 luglio 1910     | 21 giugno 1913    |
|                     |                   | Edvard Brandes (ad interim) (1847-1931)         | Sinistra Radicale                                            | Zahle II                      | 21 giugno 1913    | 24 giugno 1913    |
|                     |                   | Erik Scavenius (1877-1962)                      | Sinistra Radicale                                            | Zahle II                      | 24 giugno 1913    | 30 marzo 1920     |
|                     |                   | Henri Konow (1862-1939)                         | Indipendente                                                 | Liebe                         | 30 marzo 1920     | 5 aprile 1920     |
|                     |                   | Otto Scavenius (1875-1945)                      | Indipendente                                                 | Friis                         | 5 aprile 1920     | 5 maggio 1920     |
|                     |                   | Harald Scavenius (1873-1939)                    | Venstre                                                      | Neergaard II                  | 5 maggio 1920     | 9 ottobre 1922    |
|                     |                   | Christian Cold (1863-1934)                      | Venstre                                                      | Neergaard III                 | 9 ottobre 1922    | 23 aprile 1924    |
|                     |                   | Carl Moltke (1869-1935)                         | Indipendente                                                 | Stauning I                    | 23 aprile 1924    | 14 dicembre 1926  |
|                     |                   | Laust Jevsen Moltesen (1865-1950)               | Venstre                                                      | Madsen-Mygdal                 | 14 dicembre 1926  | 30 aprile 1929    |
|                     |                   | Peter Rochegune Munch (1870-1948)               | Sinistra Radicale                                            | Stauning II                   | 30 aprile 1929    | 4 novembre 1935   |
| Stauning III        | 4 novembre 1935   | Peter Rochegune Munch (1870-1948)               | Sinistra Radicale                                            | 15 settembre 1939             |                   |                   |
| Stauning IV         | 15 settembre 1939 | Peter Rochegune Munch (1870-1948)               | Sinistra Radicale                                            | 10 aprile 1940                |                   |                   |
| Stauning V          | 10 aprile 1940    | Peter Rochegune Munch (1870-1948)               | Sinistra Radicale                                            | 8 luglio 1940                 |                   |                   |
|                     |                   | Erik Scavenius (1877-1962)                      | Indipendente                                                 | Stauning VI                   | 8 luglio 1940     | 4 maggio 1942     |
| Buhl I              | 4 maggio 1942     | Erik Scavenius (1877-1962)                      | Indipendente                                                 | 9 novembre 1942               |                   |                   |
| Scavenius           | 9 novembre 1942   | Erik Scavenius (1877-1962)                      | Indipendente                                                 | 29 agosto 1943                |                   |                   |
|                     |                   | Vilhelm Buhl (ad interim) (1881-1954)           | Federazione Socialdemocratica                                | Buhl II                       | 5 maggio 1945     | 7 maggio 1945     |
|                     |                   | John Christmas Møller (1894-1948)               | Partito Popolare Conservatore                                | Buhl II                       | 7 maggio 1945     | 7 novembre 1945   |
|                     |                   | Gustav Rasmussen (1895-1953)                    | Indipendente                                                 | Kristensen                    | 7 novembre 1945   | 13 novembre 1947  |
| Hedtoft I           | 13 novembre 1947  | Gustav Rasmussen (1895-1953)                    | Indipendente                                                 | 16 settembre 1950             |                   |                   |
| Hedtoft II          | 16 settembre 1950 | Gustav Rasmussen (1895-1953)                    | Indipendente                                                 | 30 ottobre 1950               |                   |                   |
|                     |                   | Ole Bjørn Kraft (1893-1980)                     | Partito Popolare Conservatore                                | Eriksen                       | 30 ottobre 1950   | 30 settembre 1953 |
|                     |                   | Hans Christian Hansen (1906-1960)               | Federazione Socialdemocratica                                | Hedtoft III                   | 30 settembre 1953 | 1º febbraio 1955  |
| Hansen I            | 1º febbraio 1955  | Hans Christian Hansen (1906-1960)               | Federazione Socialdemocratica                                | 28 maggio 1957                |                   |                   |
| Hansen II           | 28 maggio 1957    | Hans Christian Hansen (1906-1960)               | Federazione Socialdemocratica                                | 8 ottobre 1958                |                   |                   |
| Hansen II           |                   |                                                 | Jens Otto Krag (1914-1978)                                   | Federazione Socialdemocratica | 8 ottobre 1958    | 21 febbraio 1960  |
| Kampmann I          | 21 febbraio 1960  | 18 novembre 1960                                | Jens Otto Krag (1914-1978)                                   | Federazione Socialdemocratica |                   |                   |
| Kampmann II         | 18 novembre 1960  | 3 settembre 1962                                | Jens Otto Krag (1914-1978)                                   | Federazione Socialdemocratica |                   |                   |
|                     |                   | Per Hækkerup (1915-1979)                        | Federazione Socialdemocratica                                | Krag I                        | 3 settembre 1962  | 26 settembre 1964 |
| Krag II             | 26 settembre 1964 | Per Hækkerup (1915-1979)                        | Federazione Socialdemocratica                                | 28 novembre 1966              |                   |                   |
| Krag II             |                   |                                                 | Jens Otto Krag (1914-1978)                                   | Socialdemocrazia              | 28 novembre 1966  | 1º ottobre 1967   |
| Krag II             |                   |                                                 | Hans Tabor (1922-2003)                                       | Socialdemocrazia              | 1º ottobre 1967   | 2 febbraio 1968   |
|                     |                   | Poul Hartling (1914-2000)                       | Venstre                                                      | Baunsgaard                    | 2 febbraio 1968   | 11 ottobre 1971   |
|                     |                   | Knud Børge Andersen (1914-1984)                 | Socialdemocrazia                                             | Krag III                      | 11 ottobre 1971   | 5 ottobre 1972    |
| Jørgensen I         | 5 ottobre 1972    | Knud Børge Andersen (1914-1984)                 | Socialdemocrazia                                             | 19 dicembre 1973              |                   |                   |
|                     |                   | Ove Guldberg (1918-2008)                        | Venstre                                                      | Hartling                      | 19 dicembre 1973  | 13 febbraio 1975  |
|                     |                   | Knud Børge Andersen (1914-1984)                 | Socialdemocrazia                                             | Jørgensen II                  | 13 febbraio 1975  | 1º luglio 1978    |
|                     |                   | Anker Jørgensen (1922-2016)                     | Socialdemocrazia                                             | Jørgensen II                  | 1º luglio 1978    | 30 agosto 1978    |
|                     |                   | Henning Christophersen (1939-2016)              | Venstre                                                      | Jørgensen III                 | 30 agosto 1978    | 26 ottobre 1979   |
|                     |                   | Kjeld Olesen (1932-2024)                        | Socialdemocrazia                                             | Jørgensen IV                  | 26 ottobre 1979   | 30 dicembre 1981  |
| Jørgensen V         | 30 dicembre 1981  | Kjeld Olesen (1932-2024)                        | Socialdemocrazia                                             | 10 settembre 1982             |                   |                   |
|                     |                   | Uffe Ellemann-Jensen (1941-2022)                | Venstre                                                      | Schlüter I                    | 10 settembre 1982 | 10 settembre 1987 |
| Schlüter II         | 10 settembre 1987 | Uffe Ellemann-Jensen (1941-2022)                | Venstre                                                      | 3 giugno 1988                 |                   |                   |
| Schlüter III        | 3 giugno 1988     | Uffe Ellemann-Jensen (1941-2022)                | Venstre                                                      | 8 dicembre 1990               |                   |                   |
| Schlüter IV         | 8 dicembre 1990   | Uffe Ellemann-Jensen (1941-2022)                | Venstre                                                      | 25 gennaio 1993               |                   |                   |
|                     |                   | Niels Helveg Petersen (1939-2017)               | Sinistra Radicale                                            | Nyrup Rasmussen I             | 25 gennaio 1993   | 27 settembre 1994 |
| Nyrup Rasmussen II  | 27 settembre 1994 | Niels Helveg Petersen (1939-2017)               | Sinistra Radicale                                            | 30 dicembre 1996              |                   |                   |
| Nyrup Rasmussen III | 30 dicembre 1996  | Niels Helveg Petersen (1939-2017)               | Sinistra Radicale                                            | 23 marzo 1998                 |                   |                   |
| Nyrup Rasmussen IV  | 23 marzo 1998     | Niels Helveg Petersen (1939-2017)               | Sinistra Radicale                                            | 21 dicembre 2000              |                   |                   |
| Nyrup Rasmussen IV  |                   |                                                 | Mogens Lykketoft (1946)                                      | Socialdemocrazia              | 21 dicembre 2000  | 27 novembre 2001  |
|                     |                   | Per Stig Møller (1942)                          | Partito Popolare Conservatore                                | Fogh Rasmussen I              | 27 novembre 2001  | 18 febbraio 2005  |
| Fogh Rasmussen II   | 18 febbraio 2005  | Per Stig Møller (1942)                          | Partito Popolare Conservatore                                | 23 novembre 2007              |                   |                   |
| Fogh Rasmussen III  | 23 novembre 2007  | Per Stig Møller (1942)                          | Partito Popolare Conservatore                                | 5 aprile 2009                 |                   |                   |
| Løkke Rasmussen I   | 5 aprile 2009     | Per Stig Møller (1942)                          | Partito Popolare Conservatore                                | 23 febbraio 2010              |                   |                   |
| Løkke Rasmussen I   |                   |                                                 | Lene Espersen (1965)                                         | Partito Popolare Conservatore | 23 febbraio 2010  | 3 ottobre 2011    |
|                     |                   | Villy Søvndal (1952)                            | Partito Popolare Socialista                                  | Thorning-Schmidt I            | 3 ottobre 2011    | 12 dicembre 2013  |
|                     |                   | Holger K. Nielsen (1950)                        | Partito Popolare Socialista                                  | Thorning-Schmidt I            | 12 dicembre 2013  | 3 febbraio 2014   |
|                     |                   | Martin Lidegaard (1966)                         | Sinistra Radicale                                            | Thorning-Schmidt II           | 3 febbraio 2014   | 28 giugno 2015    |
|                     |                   | Kristian Jensen (1971)                          | Venstre                                                      | Løkke Rasmussen II            | 28 giugno 2015    | 28 novembre 2016  |
|                     |                   | Anders Samuelsen (1967)                         | Alleanza Liberale                                            | Løkke Rasmussen III           | 28 novembre 2016  | 27 giugno 2019    |
|                     |                   | Jeppe Kofod (1974)                              | Socialdemocrazia                                             | Frederiksen I                 | 27 giugno 2019    | 15 dicembre 2022  |
|                     |                   | Lars Løkke Rasmussen (1964)                     | Moderati                                                     | Frederiksen II                | 15 dicembre 2022  | in carica         |

### Esplicative
1. ↑  Ricopre anche la carica di Primo ministro.
2. ↑  Ricopre anche la carica di Primo ministro dal 27 gennaio 1852 al 21 aprile 1853.
3. ↑  Ricopre anche la carica di ministro per l'Holstein e il Lauenburg dal 18 ottobre 1856.
4. 1 2  Ricopre anche la carica di ministro della Marina.
5. ↑  Ricopre anche la carica di Presidente del Consiglio e di ministro della Chiesa e dell'istruzione (fino al 6 maggio 1859).
6. ↑  Ricopre anche la carica di ministro per lo Schleswig e ad interim di Presidente del Consiglio (dall'8 febbraio 1860).
7. 1 2 3 4 5 6  Ricopre anche la carica di Presidente del Consiglio.
8. ↑  Ricopre anche la carica di Presidente del Consiglio, di ministro delle Finanze e di ministro per l'Holstein e il Lauenburg.
9. ↑  Ricopre anche la carica di Presidente del Consiglio e di ministro per l'Holstein e il Lauenburg (fino al 16 novembre 1864).
10. ↑  Ricopre anche la carica di Presidente del Consiglio dal 7 agosto 1894.
11. ↑  Già Ministro delle finanze.
12. ↑  Ricopre anche la carica di Primo ministro dal 9 novembre 1942.
13. ↑  Dopo la Rivolta di agosto contro l'occupazione nazista, il primo ministro Erik Scavenius presentò le sue dimissioni il 29 agosto 1943, che vennero tuttavia respinte dal re Cristiano X di Danimarca. Nonostante quindi il governo rimanesse formalmente al potere, le sue funzioni vennero assolte dal cosiddetto Governo dei Capi dipartimento, in cui i direttori dei vari ministeri assunsero effettivamente il potere.
14. ↑  Già Presidente del Consiglio.
15. ↑  Ricopre anche la carica di Primo ministro dal 1º febbraio 1955 (già ad interim dal 29 gennaio).
16. ↑  Ricopre anche la carica di ministro degli interni dal 26 settembre 1964.